# تراکم نووناگل
تراکم نووناگل (انگلیسی: Knoevenagel condensation) (تلفظ [ˈknø:vəna:ɡl̩]) واکنشی در شیمی آلی است که به افتخار شیمیدان آلمانی امیل نووناگل نامگذاری شده است. این واکنش گونه خاص از واکنش تراکمی آلدول است.